# 1978-as Giro d’Italia
Az 1978-as Giro d’Italia volt a 61. olasz kerékpáros körverseny. Május 20-án kezdődött és június 10-én ért véget. Végső győztes a belga Johan De Muynck lett.

## Végeredmény
|    | Versenyző                | Idő             |
| -- | ------------------------ | --------------- |
| 1  | Johan De Muynck          | 101 óra 31' 22" |
| 2  | Gianbattista Baronchelli | + 59"           |
| 3  | Francesco Moser          | +2' 19"         |
| 4  | Wladimiro Panizza        | +7' 57"         |
| 5  | Giuseppe Saronni         | + 8' 19"        |
| 6  | Ronald De Witte          | + 8' 24"        |
| 7  | Alfio Vandi              | + 9' 04"        |
| 8  | Claudio Bortolotto       | + 9' 25"        |
| 9  | Bernt Johansson          | + 12' 36"       |
| 10 | Ueli Sutter              | + 12' 38"       |